# Benjamin Whittaker
Benjamin „Ben“ Whittaker (* 6. Juni 1997 in West Bromwich, England) ist ein britischer Profiboxer und aktueller International Champion der IBF im Halbschwergewicht. Er gewann die Silbermedaille dieser Gewichtsklasse bei den 2021 in Tokio ausgetragenen Olympischen Sommerspielen.

## Amateurkarriere
Whittaker trainierte im Firewalker Boxing Club in Wolverhampton, wurde 2015 Englischer Jugendmeister im Mittelgewicht, gewann Silber bei den Commonwealth Youth Games 2015 in Apia und war Viertelfinalist der Jugend-Europameisterschaft 2015 in Kołobrzeg.
2016 und 2017 wurde er Englischer Meister im Mittelgewicht. Bei der Europameisterschaft 2017 in Charkiw verlor er im Achtelfinale gegen Oleksandr Chyschnjak, dem er auch im Viertelfinale bei der Weltmeisterschaft 2017 in Hamburg unterlag.
Bei den Commonwealth Games 2018 in Gold Coast schied er im Viertelfinale gegen John Docherty aus. Nach dem Wechsel in das Halbschwergewicht gewann er die EU-Meisterschaft 2018 in Valladolid und erreichte das Finale bei den Europaspielen 2019 in Minsk, wo er mit 2:3 gegen Loren Alfonso unterlag. Bei der Weltmeisterschaft 2019 in Jekaterinburg verlor er erst im Halbfinale gegen Dilschodbek Russmetow, wodurch er Bronze gewann.
Im Juni 2021 nahm er an der europäischen Olympiaqualifikation in Paris teil, wo er mit Siegen gegen Andrei Arădoaie, Liridon Nuha und Luka Plantić das Finale erreichte und sich damit einen Startplatz bei den Olympischen Spielen in Tokio sicherte. Als Nummer 3 der Weltrangliste startete er dann bei den Olympischen Spielen und siegte gegen Jorge Vivas, Abdelrahman Oraby, Keno Machado und Imam Chatajew, ehe er im Finale gegen Arlen López unterlag und die Silbermedaille gewann.

## Profikarriere
Im Mai 2022 unterzeichnete Whittaker einen langfristigen Profivertrag mit der britischen Promotionsagentur BOXXER. Sein Profidebüt gewann er am 30. Juli 2022 in Bournemouth.
Am 15. Juni 2024 boxte er um den Titel International Champion der IBF und siegte dabei einstimmig gegen den ebenfalls ungeschlagenen Nigerianer Eworitse Arenyeka (Kampfbilanz: 12-0). Sein nächster Kampf, am 12. Oktober 2024 in Riad gegen den Briten Liam Cameron (23-6), endete mit einem Technischen Unentschieden am Ende der fünften Runde, nachdem beide Boxer aus dem Ring gestürzt waren und Whittaker dadurch verletzt wurde. Whittaker gewann jedoch den Rückkampf am 20. April 2025 in Birmingham durch TKO in Runde 2.